# Nitocrella tonsa
Nitocrella tonsa är en kräftdjursart som beskrevs av Mikhailova och Neikva 1967. Nitocrella tonsa ingår i släktet Nitocrella och familjen Ameiridae. Inga underarter finns listade i Catalogue of Life.